# 阿格拉法
阿格拉法（希臘語：Άγραφα）是希腊中希臘大區埃夫里塔尼亚专区的市镇，行政中心为凯拉索霍里村。市镇面积为920.3平方公里，2021年人口数量为5,983人。
现今范围的市镇设立于2011年地方政府改革中，由原5个市镇合并而成，原市镇则成为此市镇的5个市区。阿格拉法市区（即原阿格拉法市镇）的面积为288.574平方公里，2021年人口数量为1,044人。